# Hermosita sangria
Hermosita sangria is een slakkensoort uit de familie van de Facelinidae. De wetenschappelijke naam van de soort is voor het eerst geldig gepubliceerd in 1986 door Gosliner & Behrens.